# Précy-sur-Vrin
Précy-sur-Vrin es una localidad y comuna francesa situada en la región de Borgoña, departamento de Yonne, en el distrito de Sens y cantón de Saint-Julien-du-Sault.

## Demografía
| 617 | 568 | 573 | 1 040 | 830 | 784 | 894 | 970 | 940 | 951 | 949 | 873 | 868 | 832 | 834 | 783 | 743 | 701 | 707 | 682 | 603 | 581 | 562 | 558 | 608 | 512 | 486 | 445 | 387 | 382 | 421 | 455 | 481 |
| Para los censos de 1962 a 1999 la población legal corresponde a la población sin duplicidades (Fuente: INSEE [Consultar]) |     |     |       |     |     |     |     |     |     |     |     |     |     |     |     |     |     |     |     |     |     |     |     |     |     |     |     |     |     |     |     |     |